# Frederik Adolf van Zweden

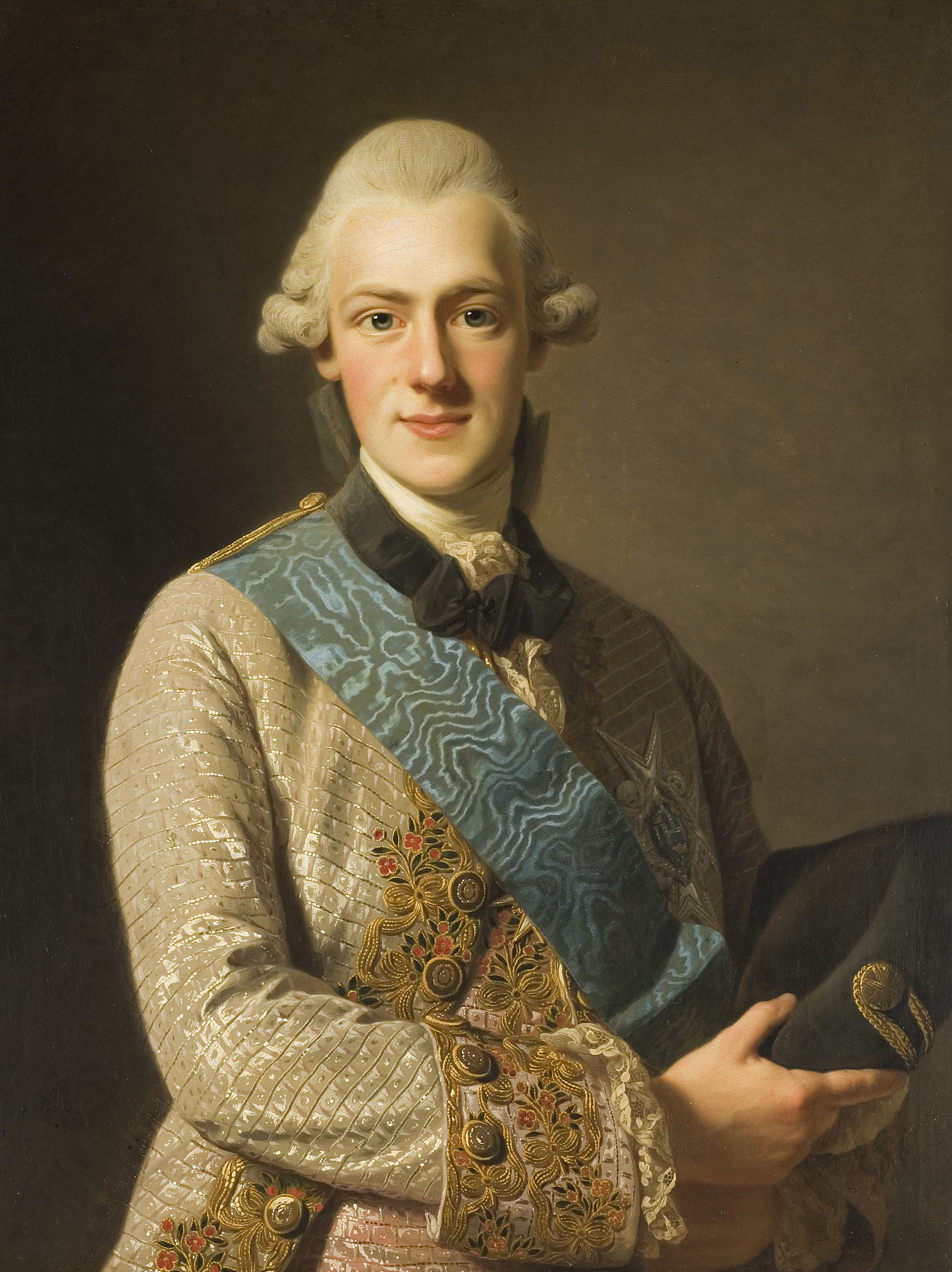
Frederik Adolf van Zweden

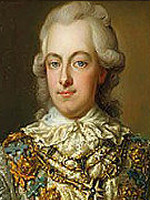
Prins Frederik Adolf

Prins Frederik Adolf van Zweden (Zweeds: Fredrik Adolf, Duits: Friedrich Adolf) (Slot Drottningholm, Zweden, 18 juli 1750 - Montpellier, Frankrijk, 12 december 1803) was een Zweedse prins, als de jongste zoon van koning Adolf Frederik van Zweden en van koningin Louisa Ulrika van Pruisen. Hij kreeg de titel hertog van Östergötland, een hertogdom in het zuiden van Zweden. 

Via zijn moeder was hij een kleinzoon van koning Frederik Willem I van Pruisen en koningin Sophia Dorothea van Hannover. Zijn oom was koning Frederik II de Grote van Pruisen. Verder was hij ook een neef van tsarina Catharina II de Grote van Rusland.

## Leven

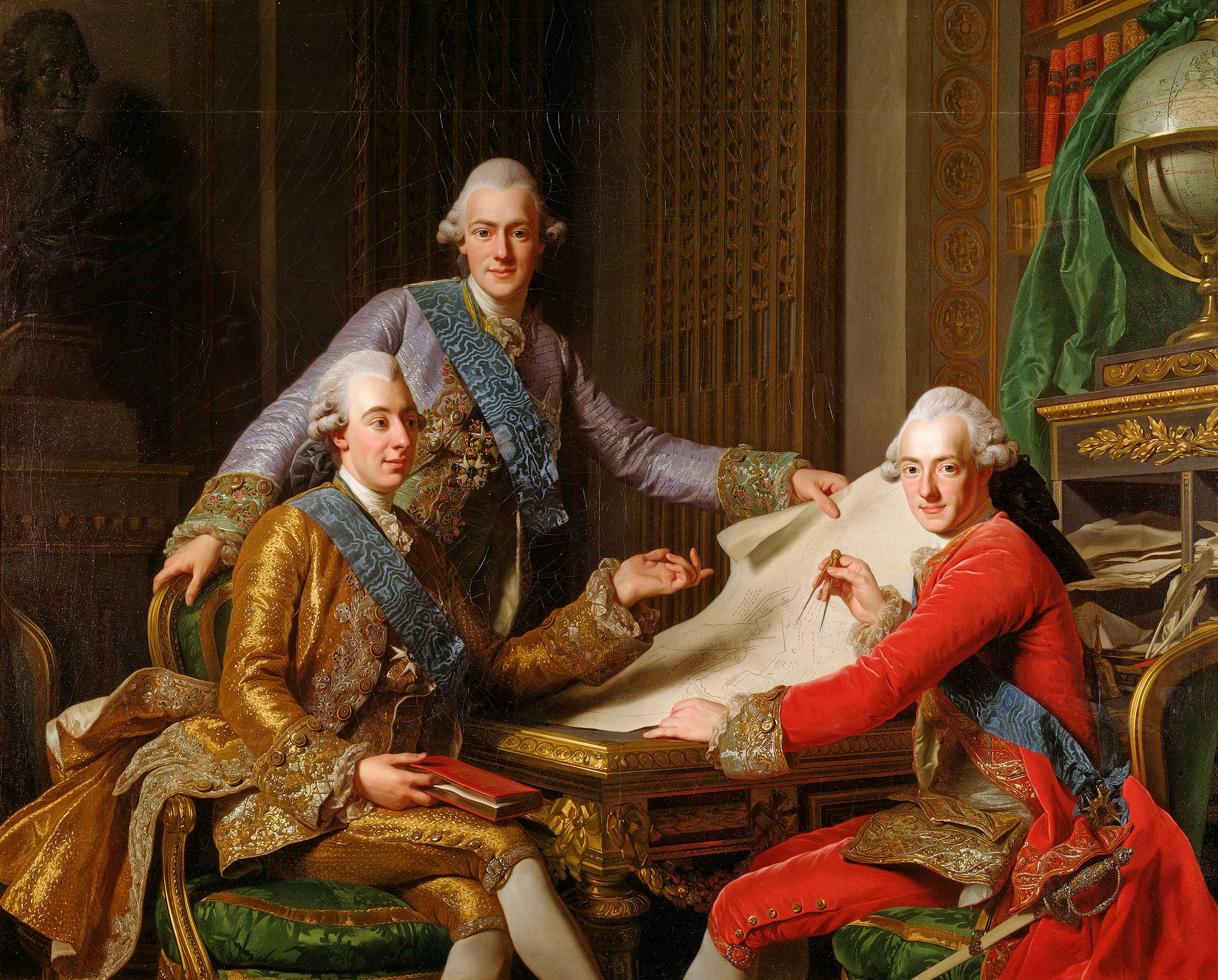
Frederik Adolf met zijn broers. Van links naar rechts: koning Gustaaf III, prins Frederik Adolf en prins Karel. Geschilderd door Alexander Roslin.

Frederik Adolf werd geboren op 18 juli 1750 als jongste zoon van koning Adolf Frederik. Hij was een jongere broer van kroonprins Gustaaf (1746-1792), de latere koning van Zweden, en van prins Karel (1748-1818) die, na de abdicatie van Gustaaf IV Adolf in 1809, op zijn beurt koning van Zweden werd. Frederik Adolf had één jongere zus: prinses Sophia Albertina (1753-1829) prinses van Zweden.
De prins werd beschreven als de meest beeldschone prins in Europa. Hij was gevoelig, vol van passie en hij werd verwend door zijn moeder. Hij en zijn zuster, Sophia Albertina, waren de favoriete kinderen van hun moeder en waren zeer gehecht aan elkaar. Als er problemen waren in de familie stonden Frederik Adolf en Sophia Albertina aan de kant van hun moeder. Als kind had hij een zwakke gezondheid en een fel temperament. Zijn opvoeding en opleiding werden niet echt met zorg uitgekozen. Hij kreeg de titel kolonel op twaalfjarige leeftijd en werd generaal-majoor toen hij achttien werd, dit waren echter titulaire titels. Toen zijn vader op 12 februari 1771 stierf, werd Frederik Adolfs broer, Gustaaf, de nieuwe koning van Zweden als Gustaaf III. Frederik Adolf nam deel aan de revolutie van zijn broer in 1772 maar sloot zich niet lang daarna aan bij de oppositie van zijn broer.
Zijn schoonzus, prinses Hedwig Elizabeth Charlotte van Sleeswijk-Holstein-Gottorp, de vrouw van broer Karel, beschreef Frederik Adolf als beeldschoon met expressieve ogen en een zeer goed karakter, als hij goed gekleed ging was hij zeer knap. Maar in zijn privé-leven was hij slecht gekleed en, voegde Hedwig Elizabeth Charlotte eraan toe, dat hij groot sociaal succes zou gehad hebben, indien hij niet zoveel suggestieve dingen gezegd had en als hij niet met een dergelijke smerige mond had gesproken, die had hij gekregen omdat hij te veel tijd doorbracht met mannen, en hij had een dergelijke zwak voor vrouwen en seks.
Hij had geen andere taak in zijn leven dan een ceremoniële, en hield zich zijn gehele leven bezig met geld uitgeven en vele liefdesverhoudingen, waaronder met Euphrosyne Löf, een zus van prima donna Frederique Löwen. Frederik Adolf had ook een relatie met gravin Sophie von Fersen, een dochter van Axel von Fersen senior en zus van Axel von Fersen junior, die weer de minnaar was van koningin Marie Antoinette van Frankrijk, de vrouw van koning Lodewijk XVI.
Prins Frederik Adolf trad nooit in het huwelijk, en de ceremoniële taken die eigenlijk voor zijn gemalin waren bedoeld werden overgenomen door zijn zuster, prinses Sophia Albertina. Frederik Adolf leefde wel jarenlang samen met danseres Sophie Hagman vanaf 1778 tot 1795. Hij had samen met haar een dochter, Sophia Frederika.

## Overlijden
Frederik Adolf stierf plotseling op 53-jarige leeftijd op 12 december te Montpellier in Zuid-Frankrijk. Op het moment dat Frederik Adolf stierf was in Zweden koning Gustaaf IV Adolf aan de macht, zijn neef. Zijn broer, Gustaaf III, was in 1792 vermoord. Zijn andere broer, Karel, werd na de Coup d'etat in 1809 koning van Zweden.

## Kwartierstaat
| Christiaan Albrecht van Sleeswijk-Holstein-Gottorp (1641-1695) | Christiaan Albrecht van Sleeswijk-Holstein-Gottorp (1641-1695) | Christiaan Albrecht van Sleeswijk-Holstein-Gottorp (1641-1695) | Christiaan Albrecht van Sleeswijk-Holstein-Gottorp (1641-1695) | Christiaan Albrecht van Sleeswijk-Holstein-Gottorp (1641-1695) | Christiaan Albrecht van Sleeswijk-Holstein-Gottorp (1641-1695) | Frederika Amalia van Denemarken (1649-1704)                  | Frederika Amalia van Denemarken (1649-1704)                  | Frederika Amalia van Denemarken (1649-1704)                  | Frederika Amalia van Denemarken (1649-1704)                  | Frederika Amalia van Denemarken (1649-1704) | Frederika Amalia van Denemarken (1649-1704) |                                       |                                       | Frederik VII van Baden-Durlach (1647-1709) | Frederik VII van Baden-Durlach (1647-1709) | Frederik VII van Baden-Durlach (1647-1709)        | Frederik VII van Baden-Durlach (1647-1709)        | Frederik VII van Baden-Durlach (1647-1709)        | Frederik VII van Baden-Durlach (1647-1709)        | Augusta Maria van Sleeswijk-Holstein-Gottorp (1649-1728) | Augusta Maria van Sleeswijk-Holstein-Gottorp (1649-1728) | Augusta Maria van Sleeswijk-Holstein-Gottorp (1649-1728) | Augusta Maria van Sleeswijk-Holstein-Gottorp (1649-1728) | Augusta Maria van Sleeswijk-Holstein-Gottorp (1649-1728) | Augusta Maria van Sleeswijk-Holstein-Gottorp (1649-1728) |  |  | Frederik I van Pruisen (1657-1713)    | Frederik I van Pruisen (1657-1713)    | Frederik I van Pruisen (1657-1713)    | Frederik I van Pruisen (1657-1713)    | Frederik I van Pruisen (1657-1713)        | Frederik I van Pruisen (1657-1713)        | Sophie Charlotte van Hannover (1668-1705) | Sophie Charlotte van Hannover (1668-1705) | Sophie Charlotte van Hannover (1668-1705) | Sophie Charlotte van Hannover (1668-1705) | Sophie Charlotte van Hannover (1668-1705) | Sophie Charlotte van Hannover (1668-1705) |                                         |                                         | George I van Groot-Brittannië (1660-1727) | George I van Groot-Brittannië (1660-1727) | George I van Groot-Brittannië (1660-1727) | George I van Groot-Brittannië (1660-1727) | George I van Groot-Brittannië (1660-1727) | George I van Groot-Brittannië (1660-1727) | Sophia Dorothea van Celle (1666–1727)    | Sophia Dorothea van Celle (1666–1727)    | Sophia Dorothea van Celle (1666–1727) | Sophia Dorothea van Celle (1666–1727) | Sophia Dorothea van Celle (1666–1727) | Sophia Dorothea van Celle (1666–1727) |  |  |  |  |  |  |  |  |  |  |  |  |  |  |  |  |  |  |  |  |  |  |  |  |  |  |  |  |  |  |  |  |  |  |  |  |  |  |  |  |  |  |  |  |  |  |  |  |
| Christiaan Albrecht van Sleeswijk-Holstein-Gottorp (1641-1695) | Christiaan Albrecht van Sleeswijk-Holstein-Gottorp (1641-1695) | Christiaan Albrecht van Sleeswijk-Holstein-Gottorp (1641-1695) | Christiaan Albrecht van Sleeswijk-Holstein-Gottorp (1641-1695) | Christiaan Albrecht van Sleeswijk-Holstein-Gottorp (1641-1695) | Christiaan Albrecht van Sleeswijk-Holstein-Gottorp (1641-1695) | Frederika Amalia van Denemarken (1649-1704)                  | Frederika Amalia van Denemarken (1649-1704)                  | Frederika Amalia van Denemarken (1649-1704)                  | Frederika Amalia van Denemarken (1649-1704)                  | Frederika Amalia van Denemarken (1649-1704) | Frederika Amalia van Denemarken (1649-1704) |                                       |                                       | Frederik VII van Baden-Durlach (1647-1709) | Frederik VII van Baden-Durlach (1647-1709) | Frederik VII van Baden-Durlach (1647-1709)        | Frederik VII van Baden-Durlach (1647-1709)        | Frederik VII van Baden-Durlach (1647-1709)        | Frederik VII van Baden-Durlach (1647-1709)        | Augusta Maria van Sleeswijk-Holstein-Gottorp (1649-1728) | Augusta Maria van Sleeswijk-Holstein-Gottorp (1649-1728) | Augusta Maria van Sleeswijk-Holstein-Gottorp (1649-1728) | Augusta Maria van Sleeswijk-Holstein-Gottorp (1649-1728) | Augusta Maria van Sleeswijk-Holstein-Gottorp (1649-1728) | Augusta Maria van Sleeswijk-Holstein-Gottorp (1649-1728) |  |  | Frederik I van Pruisen (1657-1713)    | Frederik I van Pruisen (1657-1713)    | Frederik I van Pruisen (1657-1713)    | Frederik I van Pruisen (1657-1713)    | Frederik I van Pruisen (1657-1713)        | Frederik I van Pruisen (1657-1713)        | Sophie Charlotte van Hannover (1668-1705) | Sophie Charlotte van Hannover (1668-1705) | Sophie Charlotte van Hannover (1668-1705) | Sophie Charlotte van Hannover (1668-1705) | Sophie Charlotte van Hannover (1668-1705) | Sophie Charlotte van Hannover (1668-1705) |                                         |                                         | George I van Groot-Brittannië (1660-1727) | George I van Groot-Brittannië (1660-1727) | George I van Groot-Brittannië (1660-1727) | George I van Groot-Brittannië (1660-1727) | George I van Groot-Brittannië (1660-1727) | George I van Groot-Brittannië (1660-1727) | Sophia Dorothea van Celle (1666–1727)    | Sophia Dorothea van Celle (1666–1727)    | Sophia Dorothea van Celle (1666–1727) | Sophia Dorothea van Celle (1666–1727) | Sophia Dorothea van Celle (1666–1727) | Sophia Dorothea van Celle (1666–1727) |  |  |  |  |  |  |  |  |  |  |  |  |  |  |  |  |  |  |  |  |  |  |  |  |  |  |  |  |  |  |  |  |  |  |  |  |  |  |  |  |  |  |  |  |  |  |  |  |
|                                                                |                                                                |                                                                |                                                                |                                                                |                                                                |                                                              |                                                              |                                                              |                                                              |                                             |                                             |                                       |                                       |                                            |                                            |                                                   |                                                   |                                                   |                                                   |                                                          |                                                          |                                                          |                                                          |                                                          |                                                          |  |  |                                       |                                       |                                       |                                       |                                           |                                           |                                           |                                           |                                           |                                           |                                           |                                           |                                         |                                         |                                           |                                           |                                           |                                           |                                           |                                           |                                          |                                          |                                       |                                       |                                       |                                       |  |  |  |  |  |  |  |  |  |  |  |  |  |  |  |  |  |  |  |  |  |  |  |  |  |  |  |  |  |  |  |  |  |  |  |  |  |  |  |  |  |  |  |  |  |  |  |  |
|                                                                |                                                                |                                                                |                                                                | Christiaan August van Sleeswijk-Holstein-Gottorp (1673-1726)   | Christiaan August van Sleeswijk-Holstein-Gottorp (1673-1726)   | Christiaan August van Sleeswijk-Holstein-Gottorp (1673-1726) | Christiaan August van Sleeswijk-Holstein-Gottorp (1673-1726) | Christiaan August van Sleeswijk-Holstein-Gottorp (1673-1726) | Christiaan August van Sleeswijk-Holstein-Gottorp (1673-1726) |                                             |                                             |                                       |                                       |                                            |                                            | Albertina Frederica van Baden-Durlach (1682-1755) | Albertina Frederica van Baden-Durlach (1682-1755) | Albertina Frederica van Baden-Durlach (1682-1755) | Albertina Frederica van Baden-Durlach (1682-1755) | Albertina Frederica van Baden-Durlach (1682-1755)        | Albertina Frederica van Baden-Durlach (1682-1755)        |                                                          |                                                          |                                                          |                                                          |  |  |                                       |                                       |                                       |                                       | Frederik Willem I van Pruisen (1688-1740) | Frederik Willem I van Pruisen (1688-1740) | Frederik Willem I van Pruisen (1688-1740) | Frederik Willem I van Pruisen (1688-1740) | Frederik Willem I van Pruisen (1688-1740) | Frederik Willem I van Pruisen (1688-1740) |                                           |                                           |                                         |                                         |                                           |                                           | Sophia Dorothea van Hannover (1687-1757)  | Sophia Dorothea van Hannover (1687-1757)  | Sophia Dorothea van Hannover (1687-1757)  | Sophia Dorothea van Hannover (1687-1757)  | Sophia Dorothea van Hannover (1687-1757) | Sophia Dorothea van Hannover (1687-1757) |                                       |                                       |                                       |                                       |  |  |  |  |  |  |  |  |  |  |  |  |  |  |  |  |  |  |  |  |  |  |  |  |  |  |  |  |  |  |  |  |  |  |  |  |  |  |  |  |  |  |  |  |  |  |  |  |
|                                                                |                                                                |                                                                |                                                                | Christiaan August van Sleeswijk-Holstein-Gottorp (1673-1726)   | Christiaan August van Sleeswijk-Holstein-Gottorp (1673-1726)   | Christiaan August van Sleeswijk-Holstein-Gottorp (1673-1726) | Christiaan August van Sleeswijk-Holstein-Gottorp (1673-1726) | Christiaan August van Sleeswijk-Holstein-Gottorp (1673-1726) | Christiaan August van Sleeswijk-Holstein-Gottorp (1673-1726) |                                             |                                             |                                       |                                       |                                            |                                            | Albertina Frederica van Baden-Durlach (1682-1755) | Albertina Frederica van Baden-Durlach (1682-1755) | Albertina Frederica van Baden-Durlach (1682-1755) | Albertina Frederica van Baden-Durlach (1682-1755) | Albertina Frederica van Baden-Durlach (1682-1755)        | Albertina Frederica van Baden-Durlach (1682-1755)        |                                                          |                                                          |                                                          |                                                          |  |  |                                       |                                       |                                       |                                       | Frederik Willem I van Pruisen (1688-1740) | Frederik Willem I van Pruisen (1688-1740) | Frederik Willem I van Pruisen (1688-1740) | Frederik Willem I van Pruisen (1688-1740) | Frederik Willem I van Pruisen (1688-1740) | Frederik Willem I van Pruisen (1688-1740) |                                           |                                           |                                         |                                         |                                           |                                           | Sophia Dorothea van Hannover (1687-1757)  | Sophia Dorothea van Hannover (1687-1757)  | Sophia Dorothea van Hannover (1687-1757)  | Sophia Dorothea van Hannover (1687-1757)  | Sophia Dorothea van Hannover (1687-1757) | Sophia Dorothea van Hannover (1687-1757) |                                       |                                       |                                       |                                       |  |  |  |  |  |  |  |  |  |  |  |  |  |  |  |  |  |  |  |  |  |  |  |  |  |  |  |  |  |  |  |  |  |  |  |  |  |  |  |  |  |  |  |  |  |  |  |  |
|                                                                |                                                                |                                                                |                                                                |                                                                |                                                                |                                                              |                                                              |                                                              |                                                              | Adolf Frederik van Zweden (1710-1771)       | Adolf Frederik van Zweden (1710-1771)       | Adolf Frederik van Zweden (1710-1771) | Adolf Frederik van Zweden (1710-1771) | Adolf Frederik van Zweden (1710-1771)      | Adolf Frederik van Zweden (1710-1771)      |                                                   |                                                   |                                                   |                                                   |                                                          |                                                          |                                                          |                                                          |                                                          |                                                          |  |  |                                       |                                       |                                       |                                       |                                           |                                           |                                           |                                           |                                           |                                           | Louisa Ulrika van Pruisen (1720-1782)     | Louisa Ulrika van Pruisen (1720-1782)     | Louisa Ulrika van Pruisen (1720-1782)   | Louisa Ulrika van Pruisen (1720-1782)   | Louisa Ulrika van Pruisen (1720-1782)     | Louisa Ulrika van Pruisen (1720-1782)     |                                           |                                           |                                           |                                           |                                          |                                          |                                       |                                       |                                       |                                       |  |  |  |  |  |  |  |  |  |  |  |  |  |  |  |  |  |  |  |  |  |  |  |  |  |  |  |  |  |  |  |  |  |  |  |  |  |  |  |  |  |  |  |  |  |  |  |  |
|                                                                |                                                                |                                                                |                                                                |                                                                |                                                                |                                                              |                                                              |                                                              |                                                              | Adolf Frederik van Zweden (1710-1771)       | Adolf Frederik van Zweden (1710-1771)       | Adolf Frederik van Zweden (1710-1771) | Adolf Frederik van Zweden (1710-1771) | Adolf Frederik van Zweden (1710-1771)      | Adolf Frederik van Zweden (1710-1771)      |                                                   |                                                   |                                                   |                                                   |                                                          |                                                          |                                                          |                                                          |                                                          |                                                          |  |  |                                       |                                       |                                       |                                       |                                           |                                           |                                           |                                           |                                           |                                           | Louisa Ulrika van Pruisen (1720-1782)     | Louisa Ulrika van Pruisen (1720-1782)     | Louisa Ulrika van Pruisen (1720-1782)   | Louisa Ulrika van Pruisen (1720-1782)   | Louisa Ulrika van Pruisen (1720-1782)     | Louisa Ulrika van Pruisen (1720-1782)     |                                           |                                           |                                           |                                           |                                          |                                          |                                       |                                       |                                       |                                       |  |  |  |  |  |  |  |  |  |  |  |  |  |  |  |  |  |  |  |  |  |  |  |  |  |  |  |  |  |  |  |  |  |  |  |  |  |  |  |  |  |  |  |  |  |  |  |  |
|                                                                |                                                                |                                                                |                                                                |                                                                |                                                                |                                                              |                                                              |                                                              |                                                              |                                             |                                             |                                       |                                       |                                            |                                            |                                                   |                                                   |                                                   |                                                   |                                                          |                                                          |                                                          |                                                          |                                                          |                                                          |  |  |                                       |                                       |                                       |                                       |                                           |                                           |                                           |                                           |                                           |                                           |                                           |                                           |                                         |                                         |                                           |                                           |                                           |                                           |                                           |                                           |                                          |                                          |                                       |                                       |                                       |                                       |  |  |  |  |  |  |  |  |  |  |  |  |  |  |  |  |  |  |  |  |  |  |  |  |  |  |  |  |  |  |  |  |  |  |  |  |  |  |  |  |  |  |  |  |  |  |  |  |
|                                                                |                                                                |                                                                |                                                                |                                                                |                                                                |                                                              |                                                              |                                                              |                                                              |                                             |                                             |                                       |                                       |                                            |                                            |                                                   |                                                   |                                                   |                                                   |                                                          |                                                          |                                                          |                                                          |                                                          |                                                          |  |  |                                       |                                       |                                       |                                       |                                           |                                           |                                           |                                           |                                           |                                           |                                           |                                           |                                         |                                         |                                           |                                           |                                           |                                           |                                           |                                           |                                          |                                          |                                       |                                       |                                       |                                       |  |  |  |  |  |  |  |  |  |  |  |  |  |  |  |  |  |  |  |  |  |  |  |  |  |  |  |  |  |  |  |  |  |  |  |  |  |  |  |  |  |  |  |  |  |  |  |  |
|                                                                |                                                                |                                                                |                                                                |                                                                |                                                                |                                                              |                                                              |                                                              |                                                              |                                             |                                             | Gustaaf III van Zweden (1746-1792)    | Gustaaf III van Zweden (1746-1792)    | Gustaaf III van Zweden (1746-1792)         | Gustaaf III van Zweden (1746-1792)         | Gustaaf III van Zweden (1746-1792)                | Gustaaf III van Zweden (1746-1792)                |                                                   |                                                   | Karel XIII van Zweden (1748-1818)                        | Karel XIII van Zweden (1748-1818)                        | Karel XIII van Zweden (1748-1818)                        | Karel XIII van Zweden (1748-1818)                        | Karel XIII van Zweden (1748-1818)                        | Karel XIII van Zweden (1748-1818)                        |  |  | Frederik Adolf van Zweden (1750-1803) | Frederik Adolf van Zweden (1750-1803) | Frederik Adolf van Zweden (1750-1803) | Frederik Adolf van Zweden (1750-1803) | Frederik Adolf van Zweden (1750-1803)     | Frederik Adolf van Zweden (1750-1803)     |                                           |                                           | Sophia Albertina van Zweden (1753-1829)   | Sophia Albertina van Zweden (1753-1829)   | Sophia Albertina van Zweden (1753-1829)   | Sophia Albertina van Zweden (1753-1829)   | Sophia Albertina van Zweden (1753-1829) | Sophia Albertina van Zweden (1753-1829) |                                           |                                           |                                           |                                           |                                           |                                           |                                          |                                          |                                       |                                       |                                       |                                       |  |  |  |  |  |  |  |  |  |  |  |  |  |  |  |  |  |  |  |  |  |  |  |  |  |  |  |  |  |  |  |  |  |  |  |  |  |  |  |  |  |  |  |  |  |  |  |  |